# Oomara
Oomara is een geslacht van vliesvleugeligen uit de familie Pteromalidae. De wetenschappelijke naam van dit geslacht is voor het eerst geldig gepubliceerd in 1964 door Delucchi.

## Soorten
Het geslacht Oomara is monotypisch en omvat slechts de volgende soort:
- Oomara locustae Delucchi, 1964